# Arzenc-de-Randon
Arzenc-de-Randon è un comune francese di 213 abitanti situato nel dipartimento della Lozère nella regione dell'Occitania.

## Storia

### Simboli
Lo stemma è stato adottato nel 2002. Il campo di verde rappresenta le foreste e i pascoli, la pecora la transumanza. Le conchiglie sono attributo di san Giacomo, patrono della parrocchia. La merlatura del capo fa riferimento alla leggenda dell'altopiano del Palais-du-Roi (altopiano di Charpal) secondo la quale il re d'Aragona qui costruì un castello per sua figlia lebbrosa. Lo sfondo d'oro con i tre pali d'azzurro proviene dal blasone della famiglia de Châteauneuf-Randon che tra i vari villaggi aveva in feudo anche Arzenc. Lo scudo è ornato da due rami di abete di verde, fruttati d'oro, incrociati sotto la punta e legati d'oro, e ricordano la presenza dei boschi sul territorio comunale. Una lista d'argento riporta il nome del comune in lettere maiuscole di nero. Lo scudo è timbrato dalla corona muraria da comune francese.

## Società

### Evoluzione demografica
Abitanti censiti